# Law & Order (17.ª temporada)
A décima sétima temporada da série americana Law & Order foi exibida do dia 22 de setembro de 2006 até o dia 18 de maio de 2007. Transmitida pelo canal NBC, a temporada teve 22 episódios.

## Episódios
| #T | #S  | Título                    | Transmissão original  | Notas |
| -- | --- | ------------------------- | --------------------- | --- |
| 1  | 372 | "Fame"                    | 22 de setembro, 2006  | - Primeiras aparições de Nina Cassady e Connie Rubirosa. - Ed Green é promovido a detetive sênior. - Inspirado em vários eventos envolvendo Britney Spears, Kevin Federline e Kate Moss. - Estreia no novo horário às sextas.   |
| 2  | 373 | "Avatar"                  | 29 de setembro, 2006  | Baseado no caso Rachelle Waterman no Alaska e nas polêmicas envolvendo o MySpace. |
| 3  | 374 | "Home Sweet"              | 6 de outubro, 2006    | Baseado no caso Nicholas Bartha. |
| 4  | 375 | "Fear America"            | 13 de outubro, 2006   | - Baseado nas várias tentativas de ataques terroristas pós-11 de setembro e nas polêmicas atuais envolvendo o Ato de Segurança Nacional de 1947. - Participação de Richard Brooks como Paul Robinette.                          |
| 5  | 376 | "Public Service Homicide" | 20 de outubro, 2006   | Baseado nas controvérsias do programa de TV To Catch a Predator. |
| 6  | 377 | "Profiteer"               | 27 de outubro, 2006   | - Baseado na controvérsia das roupas de defesa dadas ao exército americano no Iraque. - A cena de abertura é similar ao programa da MTV My Super Sweet 16. - Participação de Carolyn McCormick como a doutura Elizabeth Olivet. |
| 7  | 378 | "In Vino Veritas"         | 3 de novembro, 2006   | - Baseado no antissemitismo de Mel Gibson. - Participação de Chevy Chase. |
| 8  | 379 | "Release"                 | 10 de novembro, 2006  | Baseado nas ações legais contra Girls Gone Wild. |
| 9  | 380 | "Deadlock"                | 17 de novembro, 2006  | Baseado no tiroteio em uma escola amish em outubro de 2006. |
| 10 | 381 | "Corner Office"           | 8 de dezembro, 2006   | Baseado no escândalo envolvendo espionagem da HP. |
| 11 | 382 | "Remains of the Day"      | 5 de janeiro, 2007    | Baseado na morte de Daniel Wayne Smith. |
| 12 | 383 | "Charity Case"            | 12 de janeiro, 2007   | Baseado na adoção de David Banda por Madonna. |
| 13 | 384 | "Talking Points"          | 2 de fevereiro, 2007  | Baseado no incidente envolvendo Ann Coulter e Michael J. Fox. |
| 14 | 385 | "Church"                  | 9 de fevereiro, 2007  | Baseado no escândalo de sexo do pastor Ted Haggard. |
| 15 | 386 | "Melting Pot"             | 16 de fevereiro, 2007 | Baseado no assassinato da atriz Adrienne Shelly. |
| 16 | 387 | "Murder Book"             | 23 de fevereiro, 2007 | Inspirado na suposta publicação de um livro de OJ Simpson. |
| 17 | 388 | "Good Faith"              | 30 de março, 2007     | Inspirado na controvérsia do design inteligente. |
| 18 | 389 | "Bling"                   | 6 de abril, 2007      | - Inspirado nos presidentes da gravadora Death Row Records Suge Knight e Jacob Arabo. - Inspirado também na rivalidade entre as rappers Lil' Kim e Foxy Brown.                                                                  |
| 19 | 390 | "Fallout"                 | 27 de abril, 2007     | Rebecca, filha de Jack McCoy, aparece no final do episódio. |
| 20 | 391 | "Captive"                 | 4 de maio, 2007       | Inspirado no sequestro de Shawn Hornbeck. |
| 21 | 392 | "Over Here"               | 11 de maio, 2007      | Inspirado nos recentes ataques à mendigos e no escândalo de Walter Redd. |
| 22 | 393 | "The Family Hour"         | 18 de maio, 2007      | - Última aparição de Fred Dalton Thompson como o promotor de justiça Arthur Branch. - Inspirado no comportamento do juíz Larry Seidlin durante o caso Anna Nicole Smith. - Baseado no caso dos afogamentos de Andrea Yates.     |

A denominação #T corresponde ao número do episódio na temporada e a #S corresponde ao número do episódio ao total na série

## Elenco

### Law
- Jesse L. Martin - Detetive Ed Green
- Milena Govich - Detetive Nina Cassady
- S. Epatha Merkerson - Tenente Anita Van Buren

### Order
- Sam Waterston - Jack McCoy
- Alana de la Garza - Connie Rubirosa
- Fred Dalton Thompson - Arthur Branch